# Municipio de Union (condado de Sanborn)
El municipio de Union (en inglés: Union Township) es un municipio ubicado en el condado de Sanborn en el estado estadounidense de Dakota del Sur. En el año 2010 tenía una población de 63 habitantes y una densidad poblacional de 0,68 personas por km².

## Geografía
El municipio de Union se encuentra ubicado en las coordenadas 43°58′58″N 98°1′51″O / 43.98278, -98.03083. Según la Oficina del Censo de los Estados Unidos, el municipio tiene una superficie total de 92.94 km², de la cual 92,85 km² corresponden a tierra firme y (0,1 %) 0,1 km² es agua.

## Demografía
Según el censo de 2010, había 63 personas residiendo en el municipio de Union. La densidad de población era de 0,68 hab./km². De los 63 habitantes, el municipio de Union estaba compuesto por el 100 % blancos. Del total de la población el 0 % eran hispanos o latinos de cualquier raza.